# Regression
Regression је соло албум српског рок музичара Горана Чавајде, објављен у септембру 1997. године
На албуму се налази шеснаест песама, а објављен је након смрти музичара, од стране издавачке куће Sound Of Islands у малом тиражу. Песме су снимане у Студију Чавајда на Тасманији, а музику и продукцију за већину песама одрадио је Горан Чавајда. Дизајн албума одрадила је Линда Чавајда. Песме на албуму садрже импровизације, техно звук и стандардне рок форме.

## Листа песама
| №               | Назив                 | Трајање |  |
| 1.              | Марш                  | 4:35    |  |
| 2.              |                       | 1:58    |  |
| 3.              | Хотел Москва          | 3:02    |  |
| 4.              | Плавац                | 1:32    |  |
| 5.              |                       | 3:01    |  |
| 6.              |                       | 1:33    |  |
| 7.              | Босна                 | 5:33    |  |
| 8.              | 93                    | 2:31    |  |
| 9.              | Робокап               | 3:05    |  |
| 10.             | Неки људи лажу        | 2:52    |  |
| 11.             |                       | 4:58    |  |
| 12.             |                       | 2:28    |  |
| 13.             | Гг                    | 2:51    |  |
| 14.             | Реци сваком добар дан | 1:31    |  |
| 15.             |                       | 3:25    |  |
| 16.             | Ја верујем            | 1:58    |  |
| Укупно трајање: | Укупно трајање:       | 46:03   |  |